# 東盧瑟福
東盧瑟福（East Rutherford, New Jersey）是位於美國紐澤西州博根郡的一個小鎮。在2010年美國人口普查中的統計，東盧瑟福共有8,913人，相較於2000年美國人口普查的8,716人，成長了2.3%。該鎮是屬於紐約市的近郊，距離曼哈頓中城只有7英里（11公里），國家美式足球聯盟的紐約巨人以及紐約噴射機主場大都會人壽體育場位於此城鎮。